# Limonia egesta
Limonia egesta là một loài ruồi trong họ Limoniidae. Chúng phân bố ở miền Australasia.